# Фармацевтична хімія
Фармацевтична хімія (від дав.-гр. Pharmakon — ліки), або хімія лікарських засобів, — це наука про хімічні властивості та перетворення лікарських речовин, методи їх розробки та одержання, якісного та кількісного аналізу.
Фармацевтична хімія вивчає хімічні процеси при створенні лікарських засобів, визначенні їх автентичності, визначенні впливової речовини і домішок, а також хімічні перетворення при їх зберіганні.
Фармацевтична хімія є важливим розділом хімічної науки і тісно пов'язана з її окремими дисциплінами: неорганічною хімією, органічною хімією, фізичною та колоїдною хімією, аналітичною хімією та біохімією.

## Нормативно-правова база
- Лікарські засоби. Випробування стабільності біотехнологічних/біологічних продуктів (ICH Q5C): Настанова СТ-Н МОЗУ 42-8.2:2013. – К.: МОЗ України, 2013. – 22 с. – (Стандарт МОЗ України).
- Лікарські засоби. Випробування стабільності: Настанова СТ-Н МОЗУ 42-3.3:2004. – К.: МОЗ України, 2004. – 60 с. – (Стандарт МОЗ України).
- Лікарські засоби. Доклінічні дослідження безпеки як підґрунтя клінічних випробувань за участю людини та реєстрації лікарських засобів (ICH M3(R2)): Настанова CT-Н МОЗУ 42-6.0:2014. – К.: МОЗ України, 2014. – 45 с. – (Стандарт МОЗ України).
- Лікарські засоби. Дослідження біоеквівалентності: Настанова СТ-Н МОЗУ 42-7.1:2014. – К.: МОЗ України, 2014. – 62 с. – (Стандарт МОЗ України).
- Лікарські засоби. Досьє виробничої дільниці: Настанова СТ-Н МОЗУ 42-4.1:2011. – К.: МОЗ України, 2011. – 8 с. – (Стандарт МОЗ України).
- Лікарські засоби. Міжнародні гармонізовані вимоги щодо сертифікації серії: Настанова СТ-Н МОЗУ 42-4.4:2011. – К.: МОЗ України, 2011. – 10 с. – (Стандарт МОЗ України).
- Лікарські засоби. Належна виробнича практика: Настанова СТ-Н МОЗУ 42-4.0:2016. – К.: МОЗ України, 2016. – 335 с. – (Стандарт МОЗ України).
- Лікарські засоби. Належна клінічна практика: Настанова СТ-Н МОЗУ 42-7.0:2008. – К.: МОЗ України, 2009. – 67 с. – (Стандарт МОЗ України).
- Лікарські засоби. Належна лабораторна практика: Настанова СТ-Н МОЗУ 42-6.0:2008. – К.: МОЗ України, 2009. – 27 с. – (Стандарт МОЗ України).
- Лікарські засоби. Належна практика дистрибуції: Настанова СТ-Н МОЗУ 42-5.0:2014. – К.: МОЗ України, 2014. – 67 с. – (Стандарт МОЗ України).
- Лікарські засоби. Належна практика зберігання: Настанова СТ-Н МОЗУ 42-5.1:2011. – К.: МОЗ України, 2011. – 19 с. – (Стандарт МОЗ України).
- Лікарські засоби. Належна практика культивування та збирання вихідної сировини рослинного походження: Настанова СТ-Н МОЗУ 42-4.5:2012. – К.: МОЗ України, 2012. – 13 с.– (Стандарт МОЗ України).
- Лікарські засоби. Належна регуляторна практика: Настанова СТ-Н МОЗУ 42-1.1:2013. – К.: МОЗ України, 2013. – 24 с. – (Стандарт МОЗ України).
- Лікарські засоби. Належні практики фармаконагляду: Настанова СТ-Н МОЗУ 42-8.5:2015. – К.: МОЗ України, 2015. – 105 с. – (Стандарт МОЗ України).
- Лікарські засоби. Специфікації: контрольні випробування та критерії прийнятності: Настанова СТ-Н 42-3.2:2004 МОЗУ. – К.: МОЗ України, 2004. – 33 с. – (Стандарт МОЗ України).
- Лікарські засоби. Специфікації: методи випробування та критерії прийнятності для біотехнологічних/біологічних продуктів (ICH Q6B):
- Настанова СТ-Н МОЗУ 42-8.3:2013. – К.: МОЗ України, 2013. – 34 с. – (Стандарт МОЗ України).
- Лікарські засоби. Управління ризиками для якості (ICH Q9): Настанова СТ-Н МОЗУ 42-4.2:2011. – К.: МОЗ України, 2011. – 26 с. – (Стандарт МОЗ України).
- Лікарські засоби. Фармацевтична розробка (ICH Q8): Настанова СТ-Н МОЗУ 42-3.0:2011. – К.: МОЗ України, 2011. – 13 с. – (Стандарт МОЗ України).
- Лікарські засоби. Фармацевтична розробка біотехнологічних та біологічних продуктів: Настанова СТ-Н МОЗУ 42-8.1:2013. – К.: МОЗ України, 2013. – 13 с. – (Стандарт МОЗ України).
- Лікарські засоби. Фармацевтична система якості (ICH Q10): Настанова СТ-Н МОЗУ 42-4.3:2011. – К.: МОЗ України, 2011. – 22 с. – (Стандарт МОЗ України).[1]